# Биномиальное число
Биномиальное число, в теории чисел, — это целое число, которое можно получить путём вычисления однородного многочлена, содержащего два члена. Это обобщение числа Каннингема .

## Определение
Биномиальное число — это целое число, полученное путём вычисления однородного многочлена, содержащего два члена, также называемого биномом. Форма этого бинома такова: {\displaystyle x^{n}\!\pm y^{n}}, где {\displaystyle x>y} - целые числа и {\displaystyle n>1} - натуральное. Однако, поскольку {\displaystyle x^{n}\!-y^{n}} всегда делится на {\displaystyle x-y}, при изучении чисел, полученных из версии с отрицательным знаком, их обычно сначала делят на {\displaystyle x-y}. Образованные таким образом биномиальные числа образуют последовательности Люка. Конкретно:
{\displaystyle U_{n}(a+b,ab)={\frac {a^{n}-b^{n}}{a-b}},} и {\displaystyle V_{n}(a+b,ab)=a^{n}\!+b^{n}}
Биномиальные числа являются обобщением чисел Каннингема, и можно увидеть, что числа Каннингема являются биномиальными числами, когда {\displaystyle y=1} . Другими подмножествами биномиальных чисел являются числа Мерсенна и репьюниты.

## Разложение на множители
Основной целью изучения этих чисел является получение их факторизаций. Помимо алгебраических множителей, которые получаются путём разложения на множители базового многочлена (бинома), который использовался для определения числа, например, разности двух квадратов и суммы двух кубов, существуют и другие простые множители (называемые примитивными простыми множителями, потому что для заданного {\displaystyle x^{n}\!\pm y^{n}} они не получаются разложением {\displaystyle x^{m}\!\pm y^{m}} с {\displaystyle m<n} ), которые, по-видимому, встречаются довольно случайным образом, и именно их ищет специалист по теории чисел.
Некоторые биномы, доставляющие биномиальные числа, допускают факторизацию Аурифеля , которая может помочь в нахождении простых множителей. Циклотомические многочлены также полезны при нахождении факторизаций.
Объём работы, требуемый для поиска делителя, значительно сокращается за счёт применения теоремы Лежандра.  Эта теорема утверждает, что все множители биномиального числа имеют вид {\displaystyle kn+1}, если {\displaystyle n} чётное или {\displaystyle 2kn+1}, если оно нечётное.

## О термине
Некоторые пишут «биномиальное число», имея в виду биномиальный коэффициент, но такое использование не является стандартным и устарело.